# Judo Boy
Judo Boy (紅三四郎 Kurenai Sanshirō?, lit. Sanshirō de Kurenai), conocido en español como Sanshirō, el rey del judo, es un manga japonés escrito por Tatsuo Yoshida e ilustrado por Ippei Kuri. El anime supuso el debut a los doce años de Mitsuko Horie como cantante, interpretando la sintonía de apertura. En España fue estrenada a través de Antena 3 a comienzos de los 90.

## Argumento
Sanshirō es un joven experto en artes marciales que practica judo. La trama cuenta que un día su padre, el fundador de la escuela Kurenai, es derrotado por un rival superior en arte marcial. Al llegar Sanshirō a su casa encuentra a su padre malherido por el golpe que le produjo su contrincante de pelea, al ver esto pasa por un corto período de angustia de tal forma que no quería saber del judo. Tras pasar de ese momento de angustia, empieza una rotunda búsqueda del asesino de su padre, enfrentándose con numerosos contrincantes en sus viajes de búsqueda por el mundo.

## Personajes
- Sanshirō Kurenai (紅三四郎Kurenai Sanshirō?)

Seiyū: Ikuo Nishikawa
- Kenbō (ケン坊?)

Seiyū: Azumato Kenbo
- Boke (ボケ?)

Seiyū: Hiroshi Ōtake

## Lanzamiento

### Anime

#### Lista de episodios
| #  | Título                                                       | Estreno                  |
| -- | ------------------------------------------------------------ | ------------------------ |
| 1  | «Aventurero de la tormenta» «Arashi no fū'unji» (嵐の風雲児) | 2 de abril de 1969       |
| 2  | «Matenrō no katame» (摩天楼の片目)                           |                          |
| 3  | «Neko mazoku no chōsen» (猫魔族の挑戦)                       |                          |
| 4  | «Moeru daiheigen» (燃える大平原)                             |                          |
| 5  | «Kōya no abarenbō» (荒野の暴れん坊)                          |                          |
| 6  | «Hisatsu! Kurenai jūjisei» (必殺！紅十字星)                  |                          |
| 7  | «Umi no tora» (海の虎)                                       |                          |
| 8  | «Ma no chōjin mashin» (魔の超人マシン)                       |                          |
| 9  | «Hakugin no taiketsu» (白銀の対決)                           |                          |
| 10 | «Maboroshi no dokugan teiō» (幻の独眼帝王)                   |                          |
| 11 | «Kirimanjaro no senshi» (キリマンジャロの戦士)               |                          |
| 12 | «Sekiyō no ketō» (夕陽の決闘)                                |                          |
| 13 | «Kurenai dashūtsu sakusen» (紅脱出作戦)                      |                          |
| 14 | «Koroshiya orinpikku» (殺し屋オリンピック)                   |                          |
| 15 | «Kesshi no fukushū inu» (決死の復讐犬)                       |                          |
| 16 | «Jigoku no Sanshirō» (地獄の三四郎)                          |                          |
| 17 | «Katame no oni shōgun» (片目の鬼将軍)                        |                          |
| 18 | «Hakaba o obake» (墓場をあばけ)                              |                          |
| 19 | «Uragiri no hōshū» (裏切りの報酬)                            |                          |
| 20 | «Katame no Byakko Zenpen» (片目の白虎 前編)                  |                          |
| 21 | «Katame no Byakko Kōhen» (片目の白虎 後編)                   |                          |
| 22 | «Hissatsu magumaryū» (必殺マグマ流)                          |                          |
| 23 | «Sanshirō zettaizetsumei» (三四郎絶対絶命)                   |                          |
| 24 | «Gokui tenchi kuzuji» (極意天地崩し)                         |                          |
| 25 | «Enjin satsuhō» (猿人殺法)                                   |                          |
| 26 | «Hiken bishōjo» (秘剣美少女)                                 | 24 de septiembre de 1969 |